# دوري كرة القدم الغربي 1954–55
دوري كرة القدم الغربي 1954–55 (بالإنجليزية: 1954–55 Western Football League)‏ هو موسم من دوري كرة القدم الغربي ‏. فاز فيه Dorchester Town F.C. ‏.